# Warta (miasto)
Wartaⓘ – miasto w woj. łódzkim, w powiecie sieradzkim, położone nad rzeką o tej samej nazwie. Siedziba gminy miejsko-wiejskiej Warta. W latach 1975–1998 miasto administracyjnie należało do woj. sieradzkiego.
Warta leży w historycznej ziemi sieradzkiej. Uzyskała lokację miejską w 1255. Była miastem królewskim Korony Królestwa Polskiego w tenucie warckiej w powiecie sieradzkim województwa sieradzkiego w końcu XVI wieku.
Według danych GUS z 31 grudnia 2019 miasto miało 3242 mieszkańców. Lokalny ośrodek usługowy dla rolnictwa; drobny przemysł.

## Historia
Początkowo Warta istniała jako osada rolnicza, jednak korzystna lokalizacja w pobliżu szlaków handlowych oraz korzystne warunki klimatyczno-glebowe przyczyniły się do szybkiego rozwoju miasta. W 1255 zostały nadane osadzie prawa miejskie. W 1331 Warta została doszczętnie spalona przez wyprawę krzyżacką. 28 października 1423 Władysław II Jagiełło wydał tu tzw. statut warcki. W 1465 miasto ponownie padło ofiarą pożaru, a od 1482 w mieście wybuchła zaraza trwająca kilkanaście lat. Z 1507 pochodzi pierwsze świadectwo istnienia osiedla żydowskiego w Warcie. W 1507 miasto płonie po raz kolejny. Pomimo tych klęsk miasto rozwijało się. W 1467 założono klasztor Bernardynów istniejący do dziś i mający znaczny wpływ na życie kulturalne i duchowe Warty. W mieście dobrze rozwinęło się rzemiosło i usługi min. tkactwo, krawiectwo, kuśnierstwo, garbarstwo, kowalstwo, złotnictwo, młynarstwo i ceramika. Pozycję swą miasto zaczęło powoli tracić w XVIII wieku na skutek ogólnie pogarszającej się sytuacji kraju i dodatkowych lokalnych problemów. Z gospodarczego upadku miasto podniosło się dopiero po odzyskaniu przez Polskę niepodległości.
W 1939 miasto wcielone zostało w granice Rzeszy Niemieckiej. W lutym 1940 władze niemieckie utworzyły getto dla ludności żydowskiej (w 1921 ludność żydowska liczyła 2025 osób, czyli 49% mieszkańców). Nakazały również rozebranie synagogi, spalonej we wrześniu 1939. Getto zlikwidowane zostało w sierpniu 1942, a ogromną większość warckich Żydów wymordowano w obozie zagłady Kulmhof w Chełmnie nad Nerem.
W sobotę 20 stycznia 1945 do miasta weszły jednostki Armii Czerwonej 9 Korpusu Pancernego pod dowództwem gen. Iwana Kiriczenki z 1 Frontu Białoruskiego kończąc tym samym okupację niemiecką podczas II wojny światowej.
Do 1954 siedziba gminy Bartochów.

## Zabytki
- kościół św. Józefa pod opieką SS. Bernardynek z XVII wieku
- gotycki kościół św. Mikołaja wzniesiony w połowie XIV wieku, przebudowany w XVII wieku
- barokowy kościół i klasztor Ojców Bernardynów pw. Wniebowzięcia NMP z XV wieku, przebudowany w latach 1696–1708
- ratusz wzniesiony w 1842

Według rejestru zabytków Narodowego Instytutu Dziedzictwa na listę zabytków wpisane są obiekty:
- kościół parafialny pw. św. Mikołaja, XIV-XX w., nr rej.: 497-IV-38 z 1949 oraz 295 z 28.12.1967
- zespół klasztorny bernardynek, XVIII w.:
  - kościół pw. Narodzenia MB, nr rej.: 858 z 28.12.1967
  - klasztor, nr rej.: 859 z 28.12.1967
  - dzwonnica, nr rej.: 860 z 28.12.1967
- zespół klasztorny bernardynów, XV w., XVII–XVIII w.:
  - kościół pw. Wniebowzięcia MB, nr rej.: 855 z 28.12.1967
  - klasztor, nr rej.: 856 z 28.12.1967
  - kaplica cmentarna (przy kościele), nr rej.: 857 z 28.12.1967
- kaplica cmentarna, 1 poł. XIX w., nr rej.: 861 z 18.12.1967
- ratusz, 1842, nr rej.: 296 z 18.12.1967
- jatki, obecnie kino „Lutnia”, 1 poł. XIX, XX w., nr rej.: 862 z 18.12.1967
- park, nr rej.: 294 z 8.02.1979
- dom, ul. Kaszyńskiego 1, 1840–1845, nr rej.: 284 z 2.01.1978 (spalony)
- dom, ul. Kaszyńskiego 9, drewniany, poł. XIX w., nr rej.: 865 z 28.12.1967
- dom, Rynek 24, poł. XIX w., nr rej.: 864 z 28.12.1967
- dworek, ul. Sieradzka 2, 1 poł. XIX w., nr rej.: 863 z 28.12.1967 (nie istnieje?)
- kamienica, ul. 20 Stycznia 26, nr rej.: 356 z 5.01.1988
- Młyn „Tradycja”, ul. Cielecka 12, 98-290

## Demografia

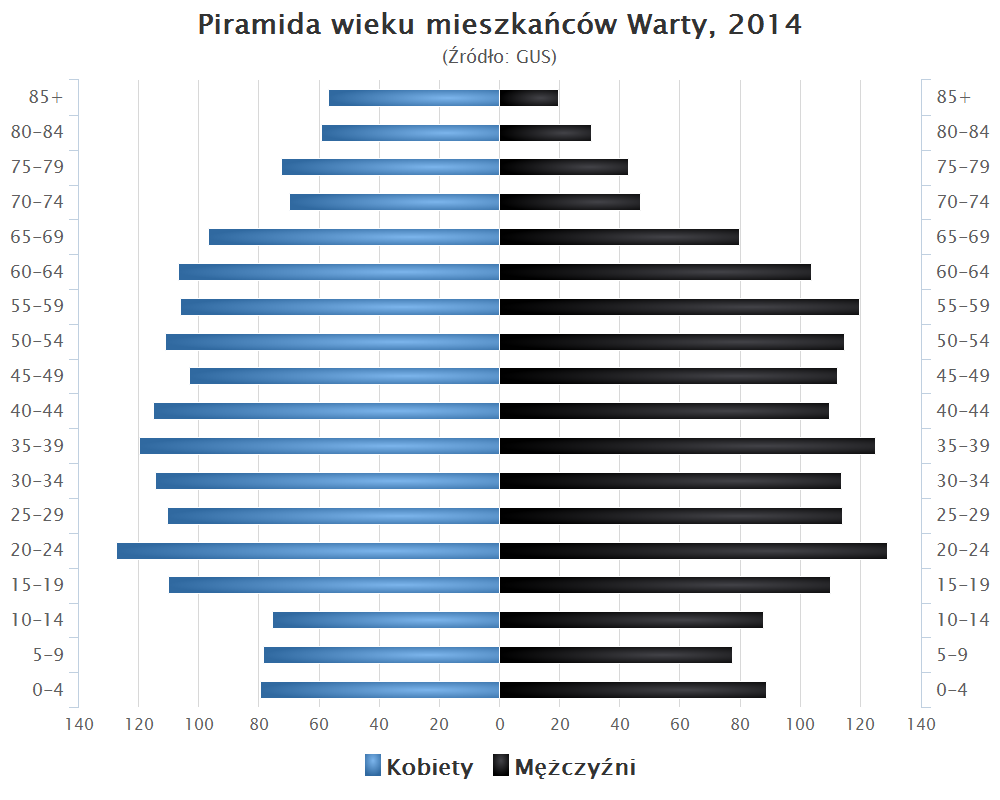
Piramida wieku mieszkańców Warty w 2014

## Turystyka
W mieście funkcjonuje Muzeum Miasta i Rzeki Warty. Do najciekawszych miejsc można zaliczyć m.in. odrestaurowany Nowy cmentarz żydowski, ratusz i jatki (w których mieści się obecnie biblioteka publiczna). Stara część miasta zachowała swój historyczny układ urbanistyczny.. Przez Wartę przebiega turystyczny Szlak im. Władysława Reymonta.
Na miejscu dawnego basenu odkrytego powstał Nowy Amfiteatr.
Od 2023 przy rynku znajduje się mural upamiętniający Stanisława Szukalskiego, artystę urodzonego w 1893 w Warcie.

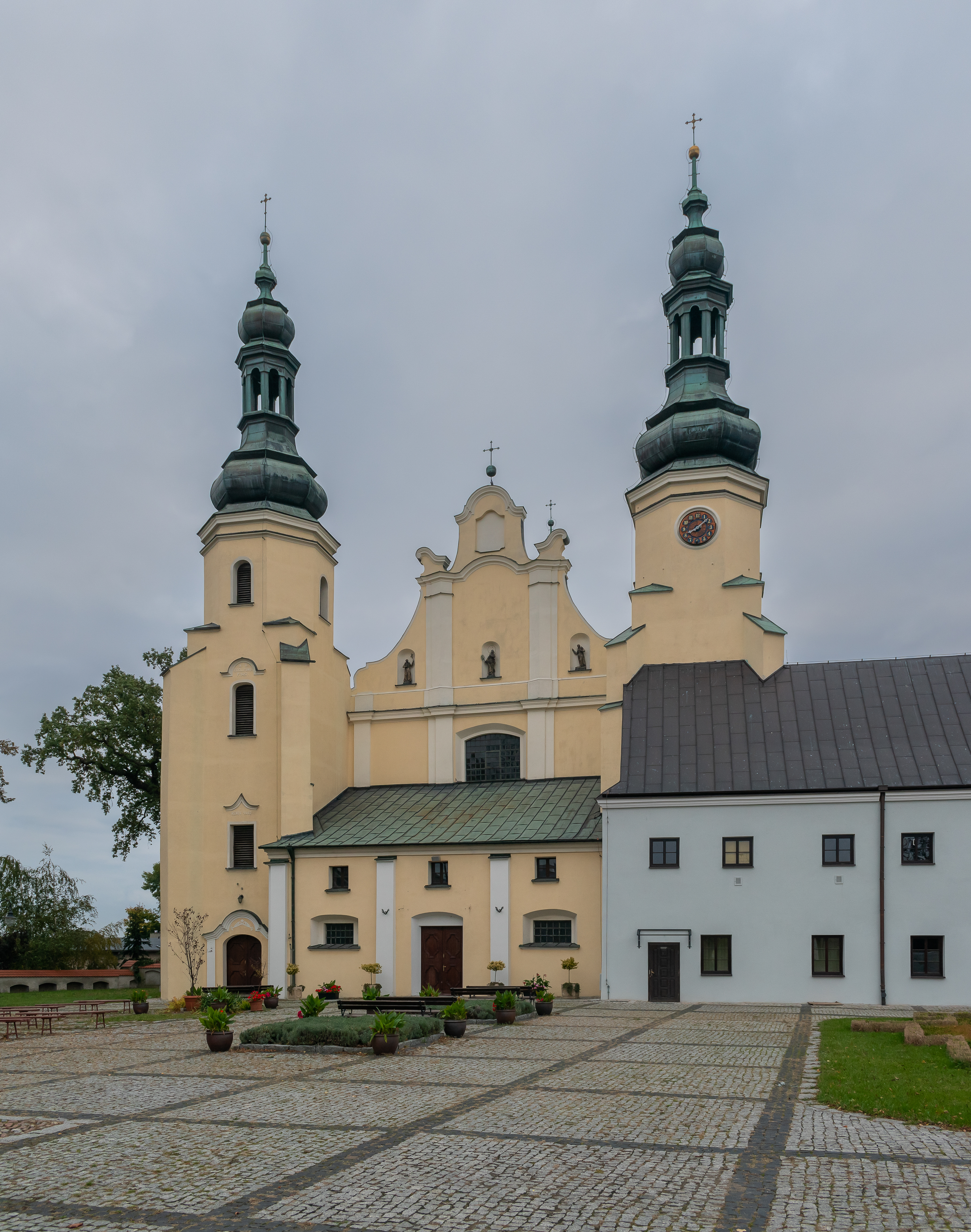
Kościół Bernardynów
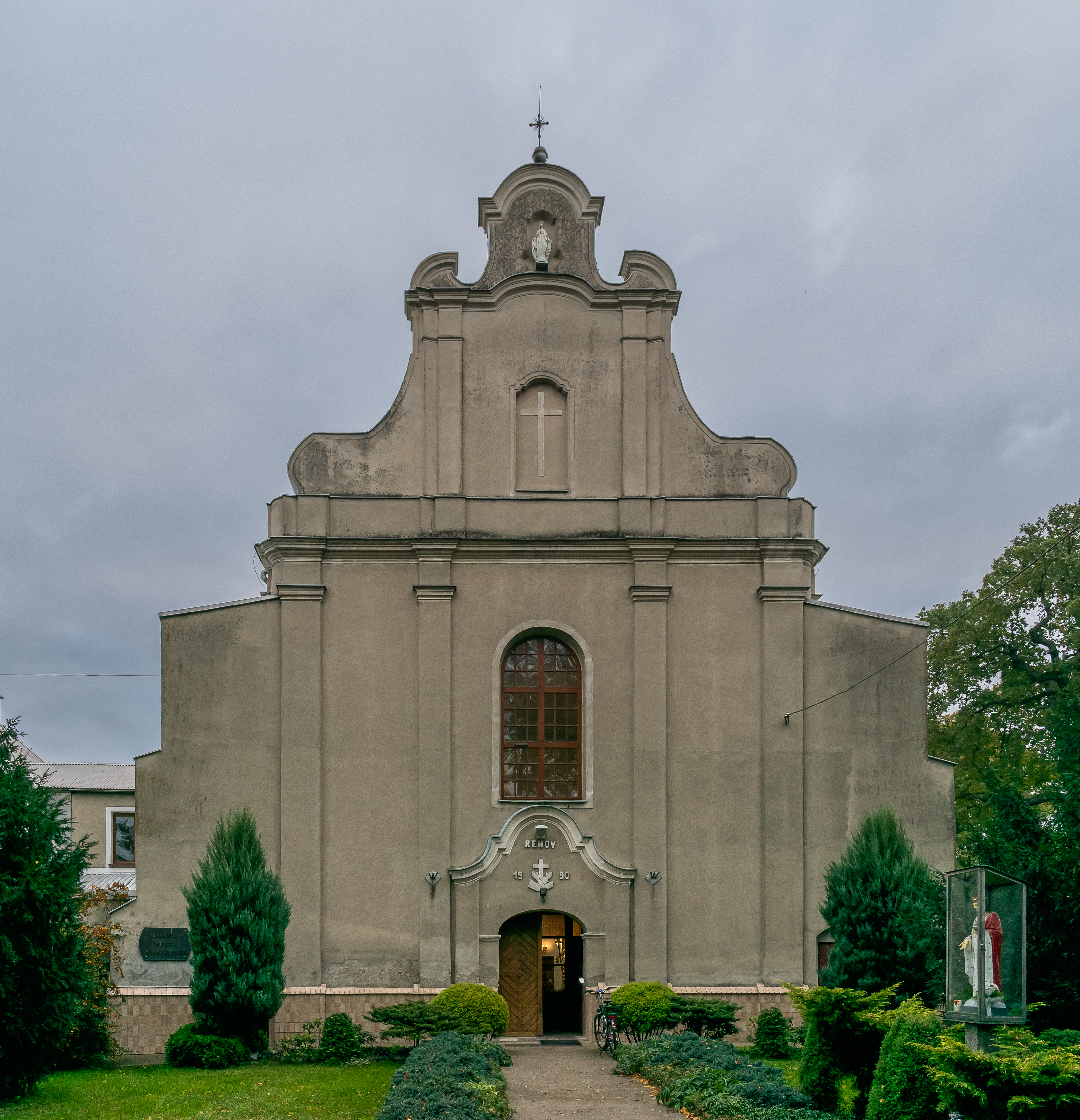
Kościół Bernardynek
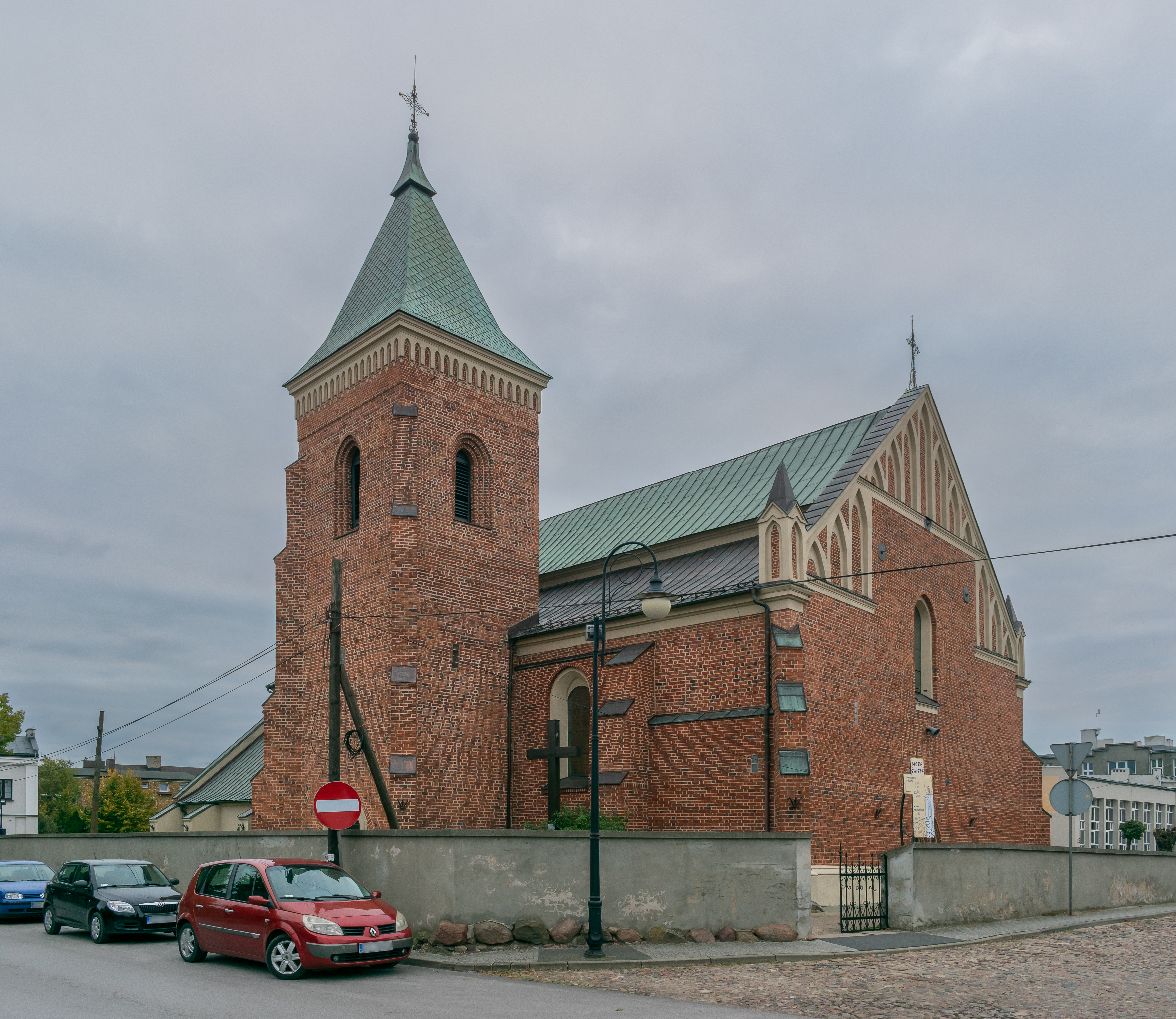
Gotycki kościół parafialny pw. św. Mikołaja
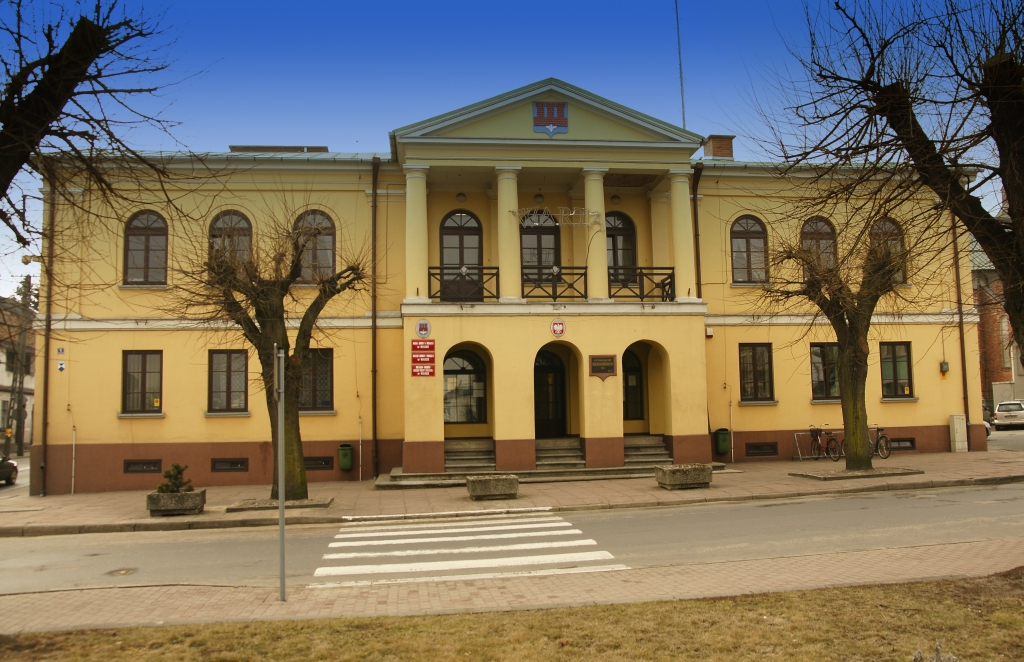
Ratusz
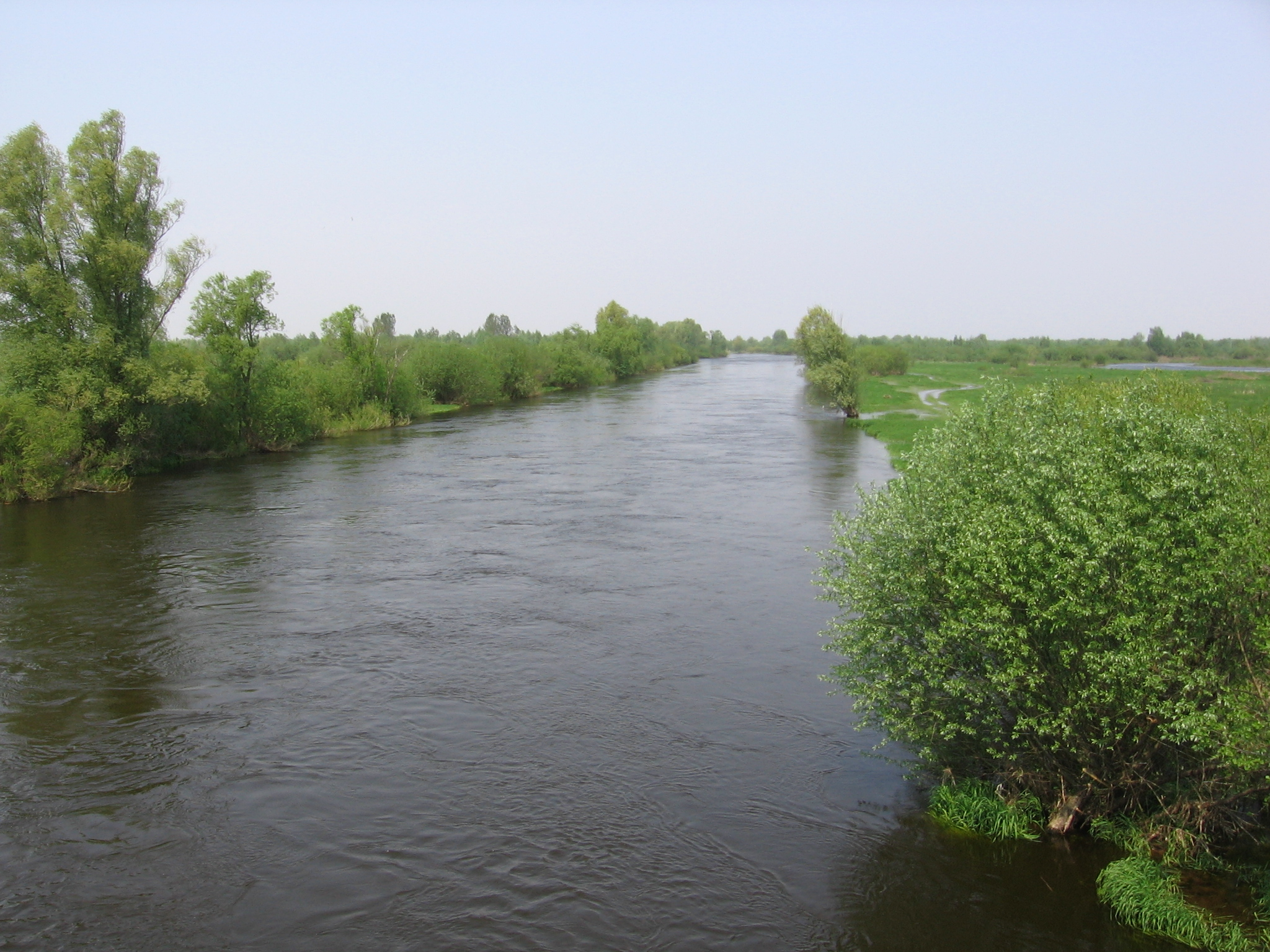
Rzeka Warta pod Wartą
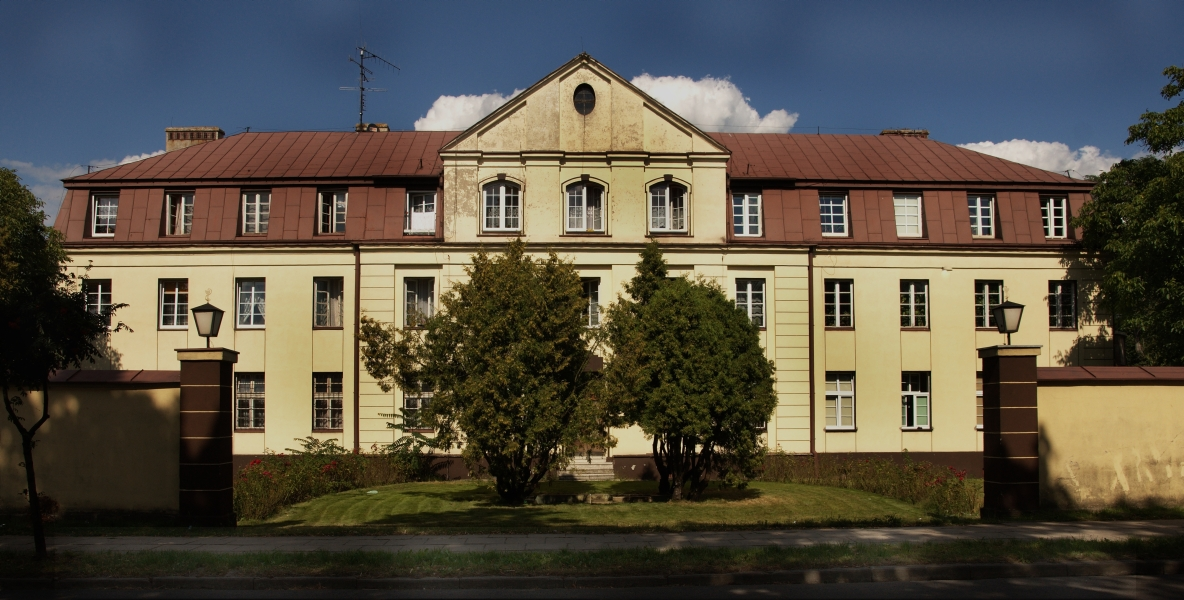
Szpital barokowy z XVIII wieku
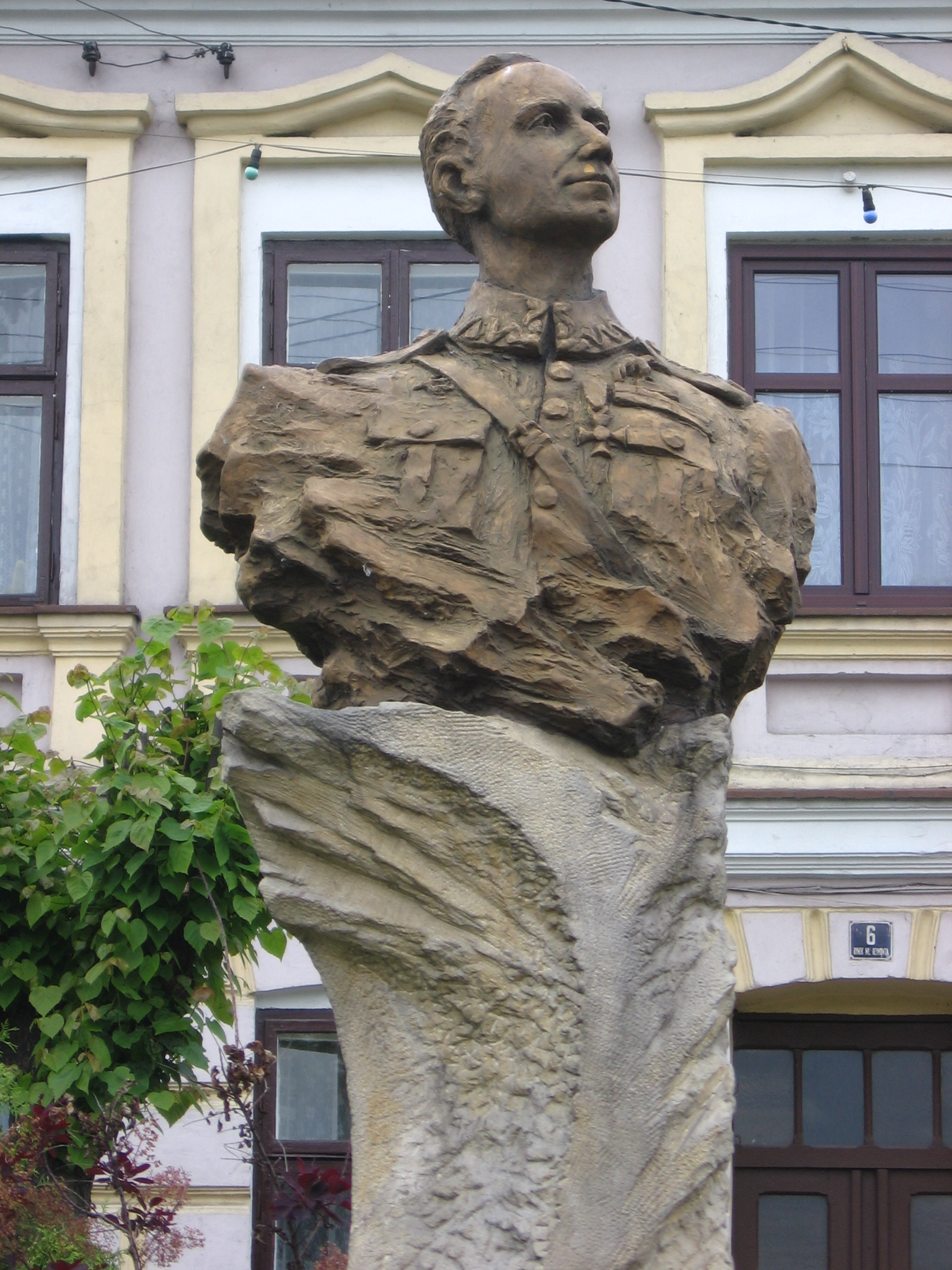
Pomnik pilota Stanisława Skarżyńskiego

## Transport
W mieście krzyżują się drogi krajowe i wojewódzkie:
- DK83: kierunek Turek – Warta – Sieradz
- droga wojewódzka nr 710: kierunek Łódź – Warta – Błaszki

## Wspólnoty wyznaniowe
- Kościół rzymskokatolicki (dekanat warcki):
  - parafia św. Mikołaja Biskupa
  - parafia Wniebowzięcia Najświętszej Maryi Panny
- Świadkowie Jehowy:
  - zbór Warta (Sala Królestwa ul. Długa)[14].

## Miasta partnerskie[15]
- Lengerich – miasto w Niemczech, w kraju związkowym Nadrenia Północna-Westfalia. Prawa miejskie od 1147.
- Szécsény (słow. Sečany) – miasto na północy Węgier, położone na skraju gór Cserhát w komitacie Nógrád. Miejscowość jest ośrodkiem administracyjnym powiatu Szécsény. Znajdują się w nim liczne zabytki i muzea.
- Jamboł – miasto w południowo-wschodniej Bułgarii, obwód Jamboł